# Grgo Orlić
Gego Orlić (Gajana kraj Vodnjana, 9. ožujka 1907. – Pula, 3. veljače 1985.), hrv. graditelj i svirač narodnih glazbala

## Životopis
Rođen u Gajani kraj Vodnjana. Djetinjstvo je proživio u Orlićima, gdje je napravio i prvi mih. Bio je ne samo izrađivač mihova koji su bili cijenjeni diljem Istre nego i vrstan mišničar (svirač) i dobar plesač. God. 1946. preselio se u Pulu, nastavio izrađivati mihove i mišnice i učlanio se u kulturno-umjetnička društva »Mate Balota« i Uljanik te u folklornu skupinu Omladinske zadruge iz Pule. Kao mišničar često je pomagao društvima u Vodnjanu, Pazinu i Kanfanaru te Učeničkom kulturno-umj. društvu Neven Osnovne škole Šijana iz Pule. Posebno je njegovao istarsku glazbenu baštinu među mladima, koje je poučavao u svirci miha (među njegovim je učenicama bila i mišničarka Melita Damijanić iz Kanfanara).